# Борздна
Борздна́ (укр. Борздна) — левый приток реки Днепра, протекающий по Репкинскому району (Черниговская область, Украина).

## География
Длина — 24 км. Русло реки в среднем течении (село Шкуранка) находится на высоте 123,7 м над уровнем моря.
Берёт начало от двух ручьев южнее села Губари (Репкинский район). Река течёт на юго-запад, запад. Впадает в залив реки Днепра западнее села Редьковка (Репкинский район) на государственной границе Украины и Белоруссии.
Русло слабо-извилистое. У истоков пересыхает. На реке создано несколько прудов.
Пойма занята лесами (доминирование сосны и берёзы, дуба и осины), в приустьевой части — заболоченными участками с лугами.
Притоки:
Безымянные ручьи.
Населённые пункты на реке (от истока до устья):
1. Галков
2. Смолиговка
3. Скитьки
4. Рассудов
5. Клонов
6. Шкуранка
7. Лесковка
8. Гуньковка
9. Редьковка